# Râul Șorogari
Râul Șorogari (numit înainte și Râul Cacaina) este un curs de apă, afluent al râului Bahlui. 
Râul Șorogari are o lungime de 21 km și o suprafață a bazinului de 63 km². Acest râu se varsă în Bahlui pe teritoriul orașului Iași, fiind canalizat în subteran la intrarea în Iași, în zona Podul de Fier (strada C.A. Rosetti).
Râul era numit în Evul Mediu Cacaina, deoarece aici se aruncau gunoaiele din orașul Iași. 
În mandatul primarului Ioan Manciuc (1970-1979) a fost regularizat cursul râului Șorogari, pentru a se evita inundarea zonei Podul de Fier. 

## Fotogalerie

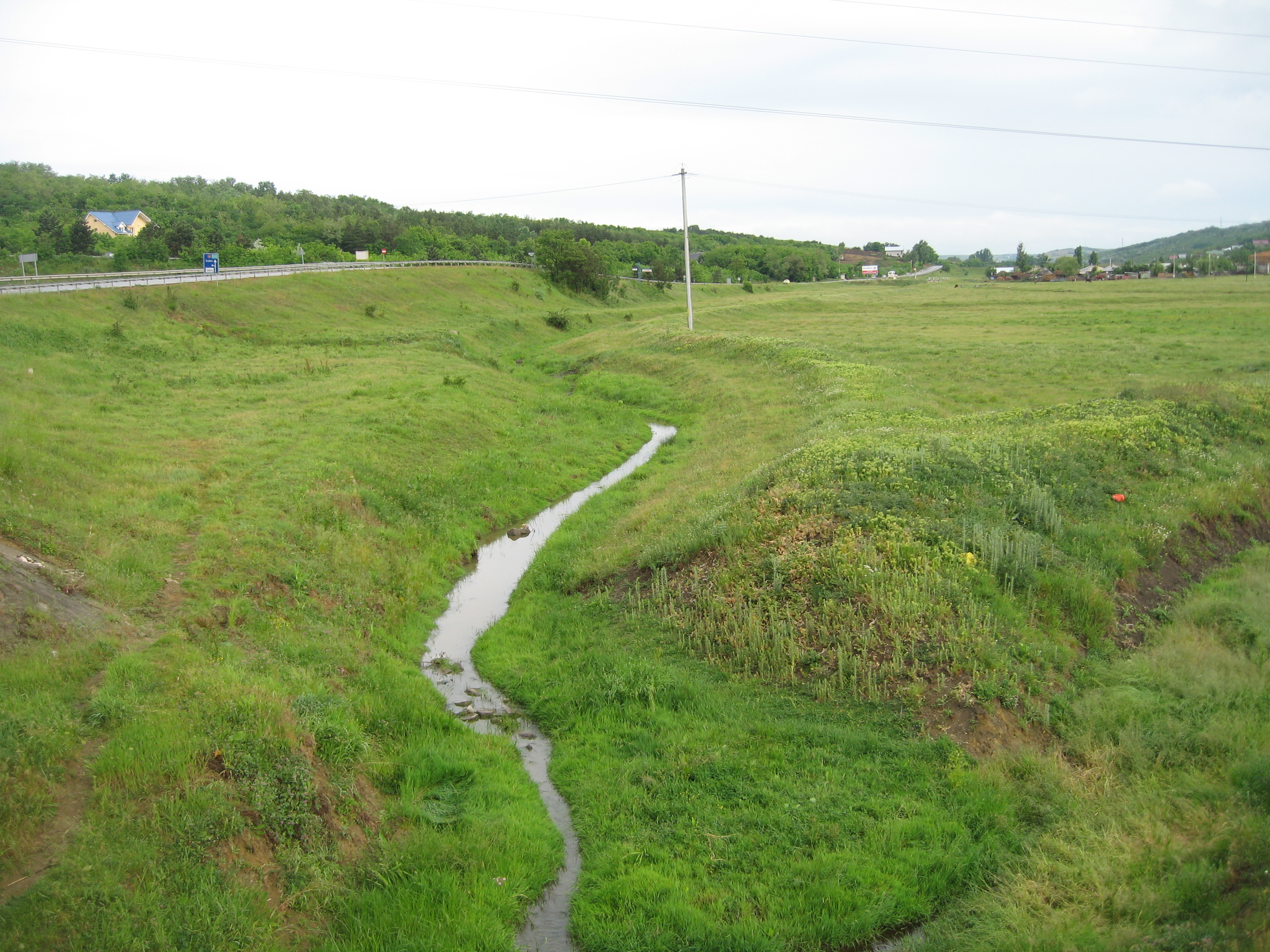
Râul Şorogari în satul Cârlig.
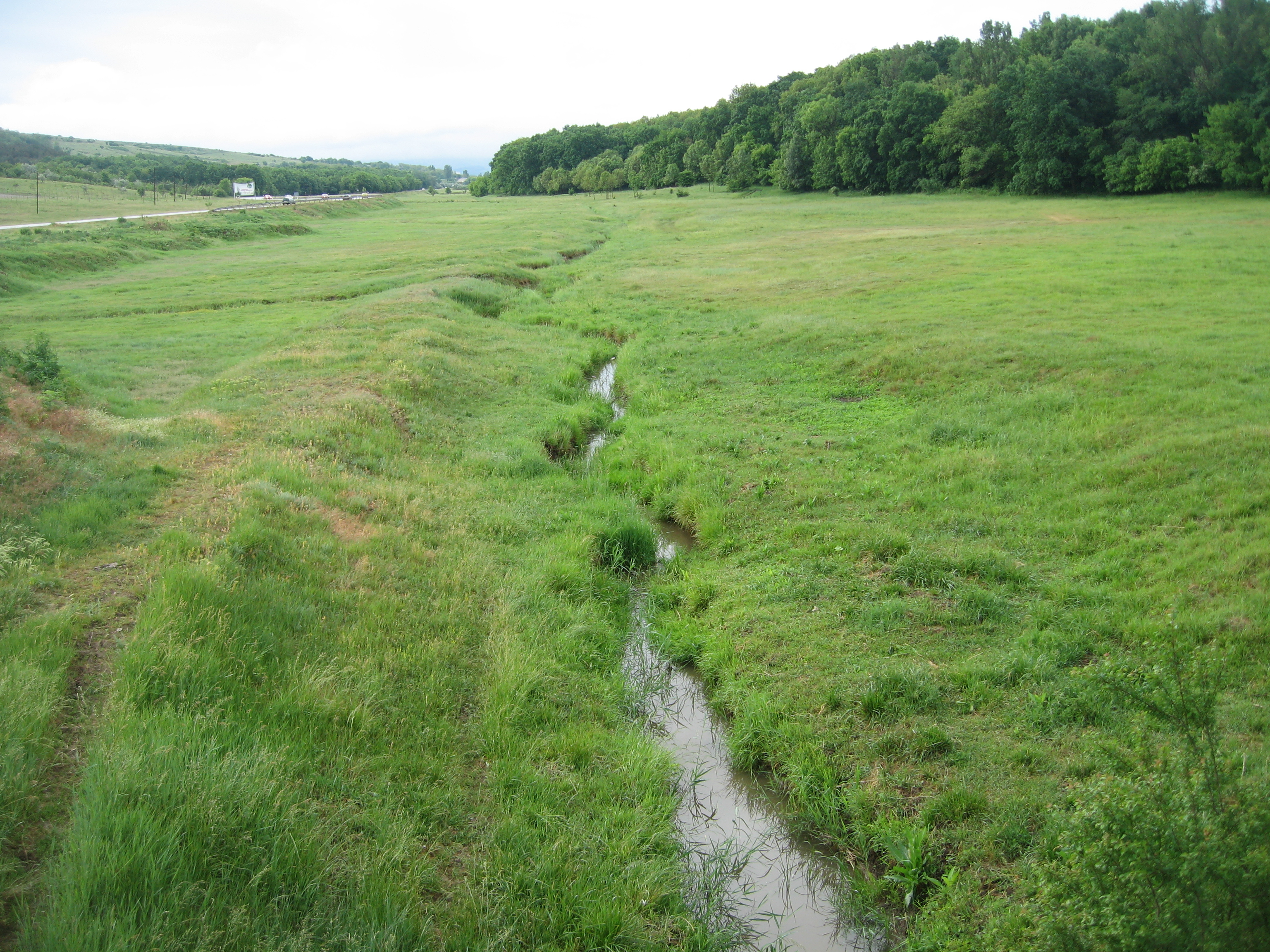
Râul Şorogari, şerpuind spre Iaşi.